# Adolf Hohenstein

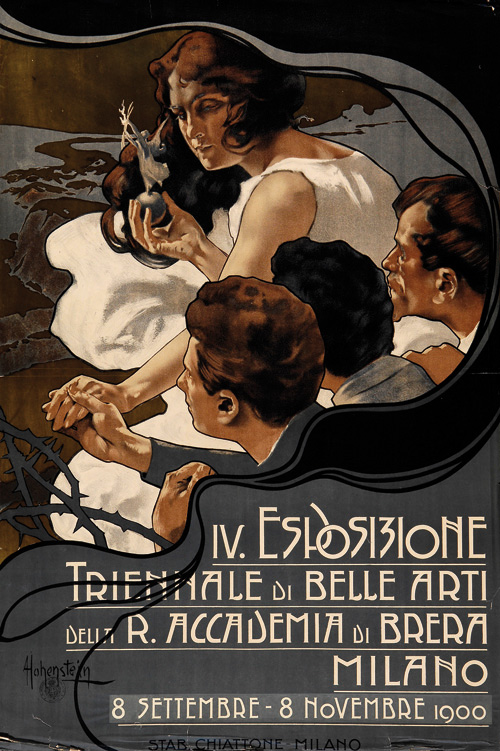
Poster van de IV Esposizione Triennale di Belle Arti di Milano uit 1900, ontworpen door Adolf Hohenstein

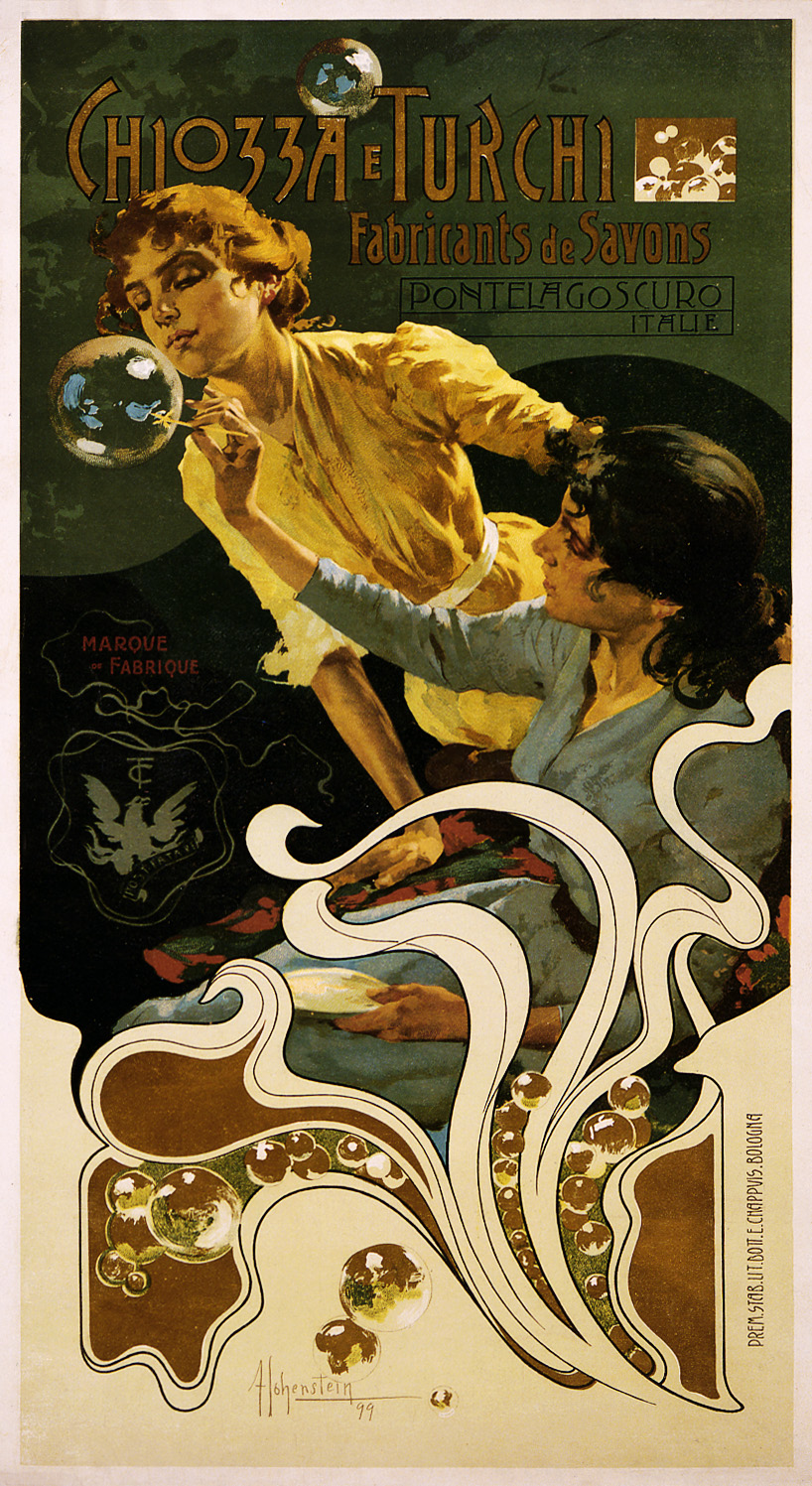
Affiche voor Chiozza e Turchi zeep, 1899

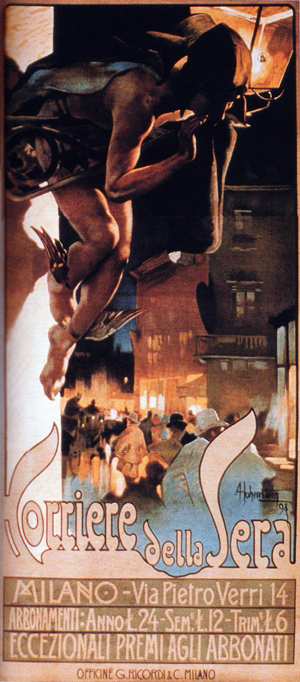
Affiche voor de Corriere della Sera, 1898

Adolf Hohenstein (Sint-Petersburg, 1854 – Bonn, 1928) was een Duitse schilder, illustrator, ontwerper en kostuumontwerper. Hij studeerde kunst in Wenen. Hij vestigde zich in 1879 in Milaan in Italië. Hij werd daar de kostuumontwerper van het Scalatheater. Giulio Ricordi benoemde hem als artdirector, waar hij belast werd met het ontwerpen van de omslagen voor libretti en partituren en het ontwerpen van affiches. Op deze manier produceerde Hohenstein zijn beroemde affiches, waaronder die voor La Bohème, Falstaff, Iris, Tosca en Madama Butterfly. Hij werkte ongeveer 15 jaar voor Ricordi. Hohenstein maakte ongeveer zestig posters. Men beschouwt hem als de vader van de Italiaanse affiche-kunst uitgevoerd in de Italiaanse art-nouveau-stijl.
Een tentoonstelling van 25 januari tot 11 mei 2003 in Treviso liet een dertigtal van de bekendste posters van Hohenstein zien in het Giacomelli Palazzo.

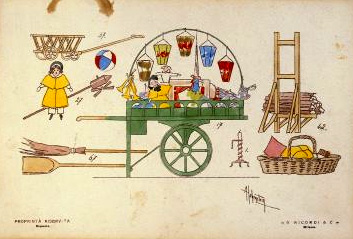
La Boheme derde acte